# Piossasco

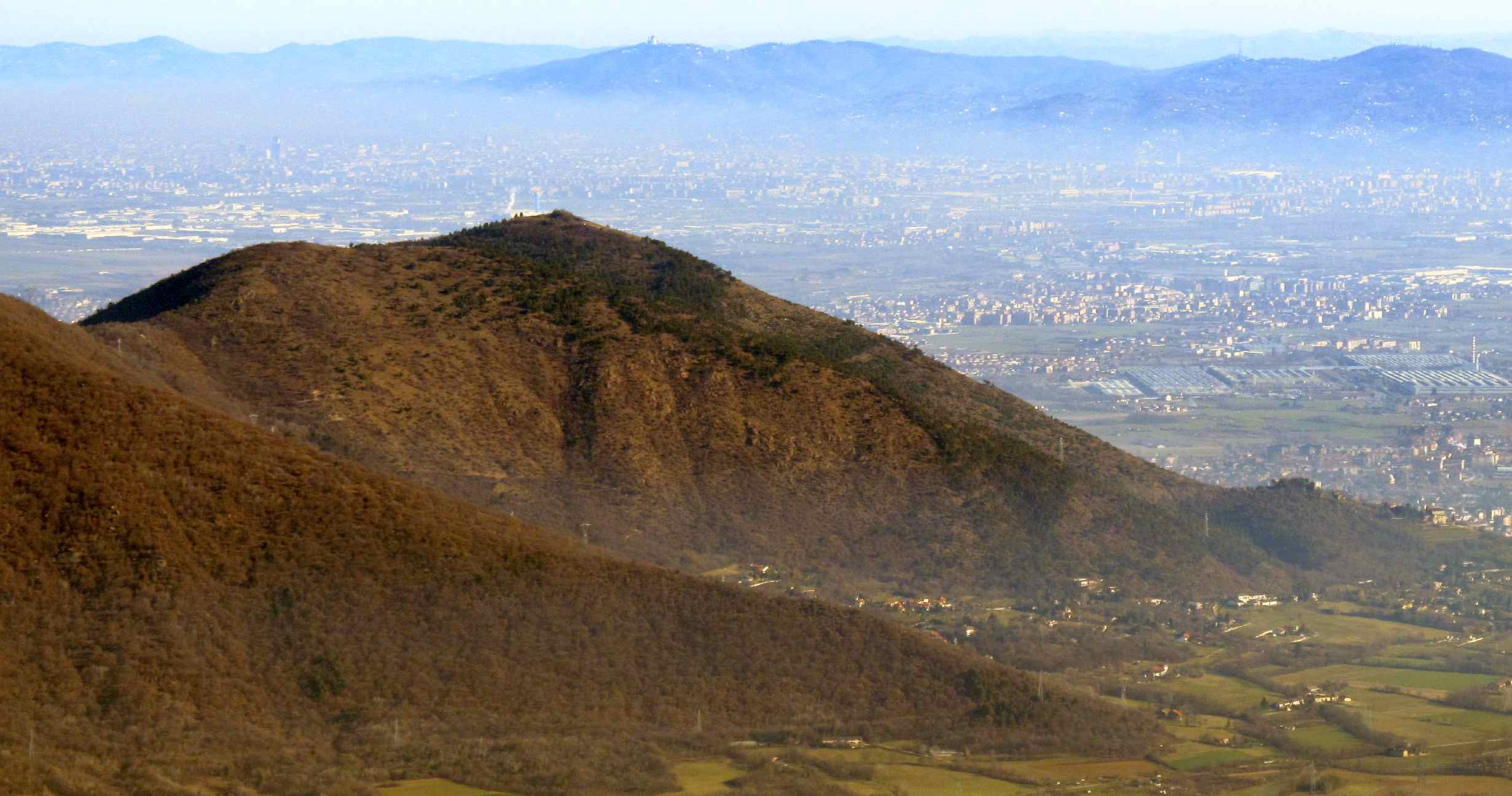
Il Monte San Giorgio e Torino sullo sfondo

Piossasco (Piossasch in piemontese) è un comune italiano di 17 954 abitanti della città metropolitana di Torino in Piemonte.

## Geografia fisica
Adagiato ai piedi del rilievo alpino, che s'incunea nella pianura torinese, a circa 18 chilometri ad ovest dal capoluogo, ha per confini i torrenti Chisola e Sangone. Oltre a questi due corsi d'acqua, nel comune scorre il Sangonetto, canale artificiale (da non confondere con il Torrente Sangonetto, affluente del Sangone) per il cui sfruttamento ci furono contrasti tra il comune di Piossasco e quello di Trana.
Il monte sovrastante Piossasco è chiamato monte San Giorgio (837 metri s.l.m.), diventato parco provinciale l'8 novembre 2004, e sulla cui sommità si può raggiungere la chiesetta romanica dell'XI secolo. 
Il centro abitato è lambito a nord dal 45º Parallelo, la linea equidistante fra il Polo Nord e l'Equatore.

## Storia
Nel territorio di Piossasco si può riscontrare un clima particolarmente favorevole, grazie al quale, sin dall'età del ferro, è stato possibile lo sviluppo di insediamenti umani.
Nel complesso morfologico del monte San Giorgio, della Montagnassa e del monte della Croce sono state individuate fasi di cultura materiale risalenti all'età del ferro e delle incisioni rupestri collocabili tra l'età del ferro e del bronzo.
Non sono molte invece, le informazioni sul periodo pre-romano e romano.
Il toponimo deriverebbe dal prediale Platius, accostato al suffisso -ascus, che lo ricondurrebbe a una presenza di popoli celto-liguri
. Note sono anche le varianti Platuaschia, Plazasca, Plosz-ascum, Plosasco, intorno all'XI secolo. Non ci sono testimonianze di influenze celtiche, mentre sappiamo dei primi insediamenti romani nel I secolo da parte delle conquiste dell'imperatore Augusto in Piemonte, con villaggi agricoli popolati dai veterani, in modo tale da accrescerne l'affidabilità dal punto di vista militare e politico. Nonostante si riscontrino numerosi ritrovamenti dell'epoca, non è possibile collegarli a insediamenti ben precisi.

### Medioevo
Più documentata risulta la storia medioevale, grazie ai resti del ricetto e il borgo di San Vito, con la chiesa omonima. Il più noto Castello dei Nove Merli invece, rimanda alla storia feudale del XII secolo-XIV secolo, quando la nobile e potente famiglia Merlo (già originata dai Signori di Moriana) si ramificò in quattro dinastie successive, successivamente in sei e, infine, in nove. Spiccano, in questo periodo, i rami più potenti come i Merlo-Folgore e Merlo-De Rossi ai quali si deve un'ala del castello, tuttavia mai terminata, mentre le restanti dinastie si allearono successivamente, a difesa dell'intero territorio; questo nome è tuttora presente nello stemma cittadino, che raffigura, appunto, sei merli (intesi come sagome degli uccelli), mentre, in altri simboli araldici, tutti e nove i merli al completo.

### La Marsaglia
I Signori di Piossasco difesero per secoli il territorio, grazie anche all'appoggio di Casa Savoia, almeno fino al XVII secolo, quando, nonostante l'aiuto delle truppe di Vittorio Amedeo II, l'antica vedetta, detta il "Gran Merlone", a guardia del borgo, fu quasi interamente distrutta dall'avanzata francese, che culminò con la storica battaglia della Marsaglia del 1693. Tuttavia, il Castello dei Nove Merli fu difeso e risparmiato.

Dal XIX secolo circa, Piossasco divenne una semplice stazione di passaggio carrabile lungo la Strada Reale tra Torino e Pinerolo, mentre la sua attività agricola fu affiancata dall'incipiente nascita imprenditoriale dei primi liquorifici piemontesi, come ad esempio i vermouth "Baudino", "Reinaudi" e "Oberto", e dell'alta pasticceria di "Mondino".

### Epoca recente
Per molti decenni Piossasco rimase un centro prevalentemente agricolo, fino ad uno sviluppo esponenziale negli anni settanta del XX secolo, con un notevole incremento demografico, grazie all'apertura del vicino insediamento industriale della FIAT di Rivalta, abbandonato poi dall'industria automobilistica e ora sede di diverse aziende.
Negli ultimi anni il paese gode di un crescente turismo, legato alle attività naturalistiche collegate al monte San Giorgio, ed ai molti agriturismi e maneggi presenti sul territorio; è inoltre uno dei più importanti centri della cintura torinese per gli appassionati di mountain bike e volo libero (parapendio e deltaplano).

### Simboli
Lo stemma e il gonfalone sono stati concessi con decreto del presidente della Repubblica del 12 agosto 1951.
Il gonfalone è un drappo di colore azzurro.

## Monumenti e luoghi d'interesse

### Architetture religiose
- Chiesa di San Vito, situata nell'omonima località a nord-ovest rispetto al centro, il cui primo impianto romanico risale agli inizi dell'XI secolo, dedicato al santo martire di Lucania. Della primitiva architettura rimangono molte tracce, nonostante i rimaneggiamenti del XII secolo. L'interno, a tre navate, termina con il grande dipinto del trionfo del santo, attribuibile a Rocco Comaneddi (XVIII secolo). Nei secoli più recenti fu annesso anche il dormitorio, adibito quindi a Casa di Preghiera. Poco distante la chiesa di Sant'Elisabetta, del XIV secolo, risultante dalla fusione di tre precedenti cappelle contigue dedicate allo Spirito Santo, al Santissimo Nome di Gesù e a sant'Elisabetta, quindi adibita a Confraternita.
- Chiesa del Monte San Giorgio, o semplicemente di San Giorgio, anche questa risalente XI secolo, alla sommità del monte omonimo, fu poi annessa all'abbazia di Santa Maria di Pinerolo; sono presenti affreschi interni risalenti al XIV secolo, mentre sono stati recentemente rinvenuti i resti di un antico monastero benedettino annesso ad essa.[7]
- Cappella di San Valeriano, ai piedi del Monte San Giorgio, la tradizione vuole che sia stata edificata intorno al XVIII secolo, e dedicata al santo martire della Legione tebana in Piemonte, e affiancata alla venerazione dello stesso santo presso la vicina frazione Tavernette, più il Santuario omonimo di Cumiana.
- Chiesa del Carmine, eretta nel XVIII secolo, in devozione a Nostra Signora del Monte Carmelo, ed oggi sconsacrata.
- Chiesa di San Francesco d'Assisi e Santi Apostoli, è la chiesa parrocchiale del centro, anticamente fondata dai frati francescani nel periodo 1668-1753. Il campanile fu ultimato nel 1760 mentre, sul finire del XVII secolo, fu annesso il convento. L'ultimo ampliamento strutturale risale al 1902, mentre nel 1980 fu costruita e annessa la chiesa succursale detta del "Gesù Risorto", posta più a est. La gestione è oggi affidata anche alle Suore francescane missionarie di Maria Ausiliatrice.

### Altri edifici

#### Il Castello dei Nove Merli
Oggi sede di lussuosi ricevimenti, in realtà esso nasce come edificio militare del X secolo, facente parte della Castellata, in funzione di vedetta all'inizio delle pendici del Monte San Giorgio. Del complesso militare faceva inizialmente parte anche il Castellaccio, avamposto posto ancor più in alto, detto anche il Gran Merlone a causa del fatto che fu proprietà della casata piossaschese del Merlo, ma andò quasi completamente distrutto dai francesi nel 1693 (battaglia della Marsaglia), e ne rimangono oggi dei ruderi. L'attuale castello invece, lo si deve all'epoca feudale (XIII secolo) e successivi rimaneggiamenti, dovuti al forte contributo dei vari rami dinastici successivi, nove, appunto, dei nobili signori Merlo: i Merlo-Rossi (o De Rossi) di Scalenghe, i Merlo-Feys e Merlo-Federici di None, i Merlo visconti di Avigliana, i Merlo-Folgore (o De Folgore o Folgori) e Merlo-Delfina di Piossasco, i Merlo-Seyssel visconti di Moriana e Pancalieri, i Merlo-Porporato signori di Pinerolo, i Merlo-Chialamberto signori di Villarbasse. Una parte indipendente del castello fu eretta dai nobili De Rossi, ma mai ultimata.
Oltre ai già citati Signori di Piossasco, si citino anche le famiglie dei nobili Palma di Borgofranco, i Lajolo, i Piacenza, e i Filippi, di cui alcuni edifici sono ancora conservati nell'antico borgo di San Vito. I Palma di Borgofranco, ad esempio, già signori di Rivarossa, videro il loro massimo splendore nel XVII secolo, ereditando il paese di Piossasco nel XIX secolo. I Piacenza invece, costruirono una villa, poi ceduta ai salesiani nel XX secolo. 
Altri siti di interesse culturale e naturalistico rimangono:
- il Parco Provinciale del Monte San Giorgio
- Centro culturale "Il Mulino"[8]
- Villa Mirano (in centro)
- La casa del pellegrino, che può ospitare forestieri, fu poi intitolata a David Bertrand, volontario antincendi boschivi di Roletto che qui perse la vita durante l'incendio del Monte San Giorgio del 1999[9]
- L'antico Borgo di San Vito, con le sue già citate abitazioni, ospita anche casa Lajolo (censimento Fondo per l'Ambiente Italiano).

### Altri luoghi
- La ciclostrada Bruino-Pinerolo, lunga 24,3 km è un percorso ciclabile che, passando per Piossasco, collega Pinerolo a Bruino.

## Società

### Evoluzione demografica
Negli ultimi cinquant'anni, a partire dal 1961, la forte immigrazione ha portato a quadruplicare la popolazione residente.
Abitanti censiti

## Cultura

### Biblioteche
A Piossasco è presente la biblioteca Nuto Revelli. Ha ricevuto diverse donazioni nel corso degli anni, di particolare interesse il fondo "Emma Marchetti" per argomenti riguardanti l'arte, la religione, la storia e l'archeologia, e il sostanzioso fondo Cruto sulla letteratura, donato da Miranda Cruto, storica locale e discendente dell'inventore Alessandro Cruto.
In questa biblioteca si svolgono molti eventi dedicati ai bambini come letture recitate, è inoltre utilizzata dagli studenti di ogni età come punto di ritrovo utilizzato per studiare anche grazie ai computer presenti.

### Eventi
- Festa del Primo maggio con camminata sul Monte San Giorgio
- Assaporando: camminata enogastronomica sul Monte San Giorgio fino al parco montano (ultimo weekend di maggio)
- Festa patronale della Madonna del Carmine nel fine settimana più vicino al 9 luglio
- Festa del rione San Rocco: primo fine settimana di settembre
- Festa della frazione Garola: secondo fine settimana di settembre
- Fiera di San Martino: fine settimana più vicino all'11 novembre
- "Antiche come le Montagne": manifestazione internazionale annuale (novembre) a cura del Gruppo Amici della Poesia[13]
- a Piossasco è nata e si è svolta per le prime 5 edizioni dal 2005 al 2010 IDEAG, principale raduno italiano di autori di giochi da tavolo

## Infrastrutture e trasporti
Dal 1881 al 1936 Piossasco fu servita da una tranvia a vapore per Torino, Cumiana e Pinerolo.

## Amministrazione

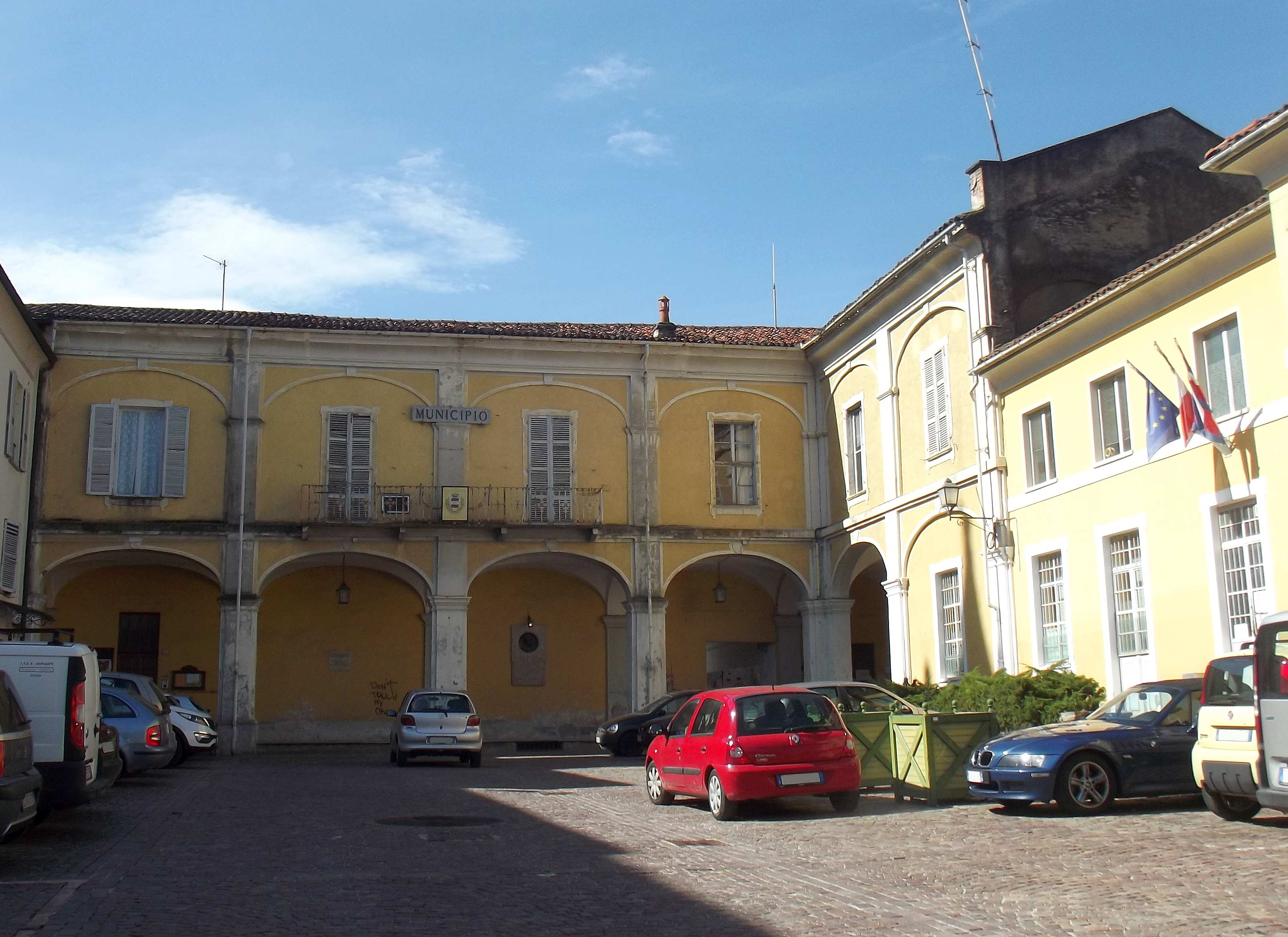
Il municipio

| Periodo        | Periodo        | Primo cittadino            | Partito                                | Carica  | Note          |
| -------------- | -------------- | -------------------------- | -------------------------------------- | ------- | ------------- |
| 1993           | 1995           | Salvatore Cammarata        | Coalizione non dichiarata              | Sindaco | [ 14 ]        |
| 7 maggio 1995  | 26 giugno 1999 | Solutore Piero Marocco     | Coalizione di Sinistra                 | Sindaco | [ 15 ]        |
| 27 giugno 1999 | 6 giugno 2009  | Laura Oliviero             | L'Ulivo(Coalizione di Centro-sinistra) | Sindaco | [ 16 ] [ 17 ] |
| 7 giugno 2009  | 9 giugno 2019  | Roberta Maria Avola Faraci | Coalizione di Centro-sinistra          | Sindaco | [ 18 ] [ 19 ] |
| 10 giugno 2019 | 11 giugno 2024 | Pasquale Giuliano          | Coalizione di Centro-sinistra          | Sindaco | [ 20 ]        |
| 12 giugno 2024 | in carica      | Simona Raneri              | Coalizione di Centro-sinistra          | Sindaco |               |

### Gemellaggi
- Cran-Gevrier, dal 1991